# Brand im Iroquois Theater

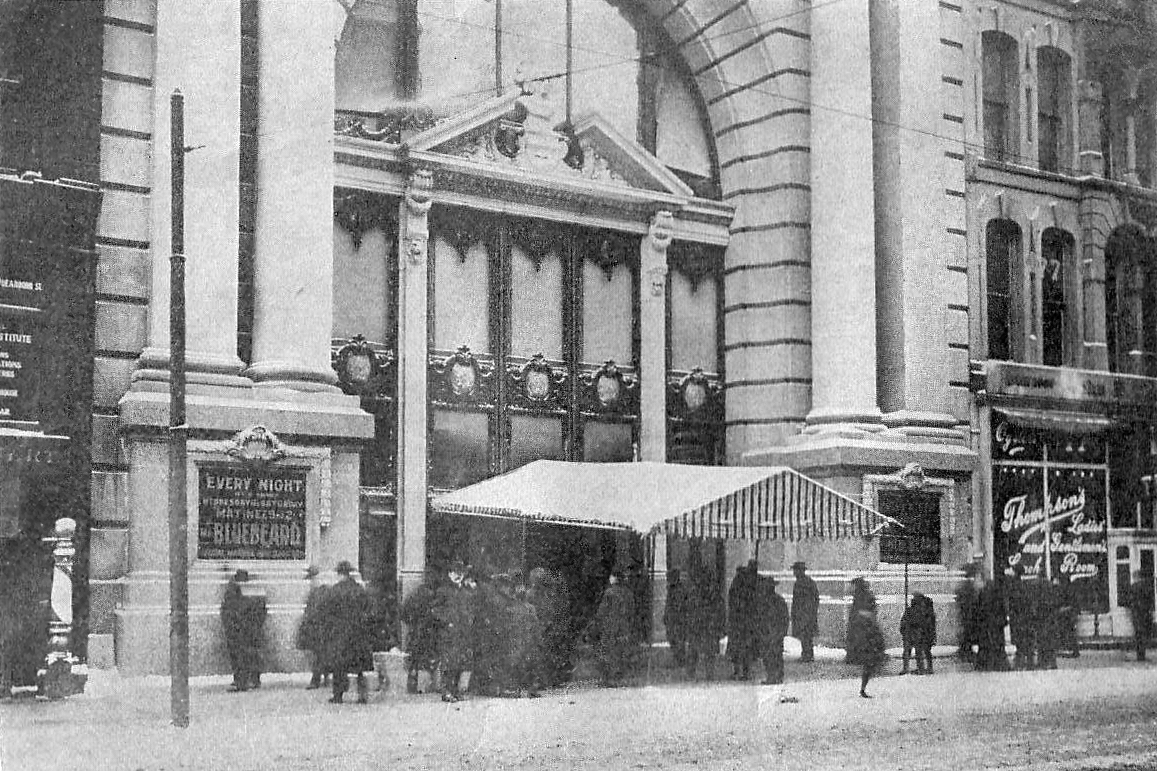
Iroquois Theater kurz vor dem Brand

Der Brand im Iroquois Theater in Chicago, Illinois, forderte am 30. Dezember 1903 602 Menschenleben. Er ist in der US-Geschichte der bisher schlimmste Brand in einem einzelnen Gebäude und zählt zu den schwersten Brandkatastrophen weltweit.
Das Iroquois Theater, ein mit Marmor und Mahagoni ausgestattetes mehrstöckiges Gebäude, lag an der 24–28 West Randolph Street und war fünf Wochen vorher in Betrieb genommen worden. Es bot Platz für 1724 Besucher und wurde als „absolut feuerfest“ annonciert. Dafür sollte ein Asbestvorhang sorgen, der Bühne und Zuschauerraum im Gefahrenfall trennte.

## Ereignisse vom 30. Dezember 1903
An jenem Tag in den Weihnachtsferien waren über 1900 Leute, darunter viele Frauen und Kinder, anwesend, als in einer Nachmittagsvorstellung das populäre Musical Mr. Blue Beard jr. aufgeführt wurde. Der Vaudeville-Star Eddie Foy und eine große Schauspieltruppe zogen die Massen an. Für das Bühnenbild sorgten mehrere Quadratmeter große, auf Segeltuch gemalte Landschaftskulissen, die sich vom Schnürboden herabsenken ließen. Beim Bemalen waren leicht entflammbare Ölfarben verwendet worden.
Als der zweite Akt begann, befanden sich der Chor und viele Tänzer auf der Bühne. Gegen 15:15 Uhr sah von einem Laufsteg unterhalb der oben hängenden Kulissen ein Bühnenarbeiter, wie sich über einem Scheinwerfer ein Segeltuchfaden entzündete. Sein Versuch, die kleine Flamme per Hand zu löschen, scheiterte, weil die Stelle wenige Zentimeter außerhalb seiner Reichweite lag. Die Flamme begann zu züngeln.
Foy hatte gerade die Bühne betreten, als es über ihm einen Kurzschluss gab und Funken sprühten, die einen Samtvorhang und Kulissen in Brand setzten. Der Bühnenfeuerwehrmann wollte mit zwei bereitgehaltenen Pulverschläuchen die Gefahr ersticken. Sie versagten. Die vorhandene Ausrüstung zur Feuerbekämpfung war ineffektiv. Löscheinrichtungen für ein über den Köpfen sich entwickelndes Feuer, etwa Wasserschläuche, fehlten. Als brennende Kulissenteile herabfielen, rannten die Sänger hinter die Bühne. Das Orchester spielte weiter, Foy ging vor zum Rampenlicht, versuchte, die Zuschauer zu beruhigen und forderte zum Herablassen des Asbestvorhanges auf. Zum Entsetzen des Darstellers verkeilte sich der eilends herabgelassene Vorhang in seinen hölzernen Schienen. Der Schutz konnte damit nicht mehr richtig greifen.
Schauspieler und Tänzer flohen nunmehr durch eine Tür hinter der Bühne ins Freie. Die zur Flucht offene Tür sorgte für das Einströmen eisiger Luft, gab dem Feuer Nahrung und führte schlagartig zu einem sehr großen Feuerball, der sich unter dem gestauten Asbestvorhang hindurch in den Zuschauerraum ausdehnte. Dort hatten sich die Entlüftungsklappen geöffnet. Alles Brennbare geriet sofort in Flammen, insbesondere auf der Galerie und den Balkonen. Das Publikum ergriff in Panik die Flucht. Die Bühne begann einzustürzen.
Mit Eisengittern verschlossene Ausgänge, nur nach innen zu öffnende Türen und unfertige Fluchtwege hinderten viele Leute an der Flucht. Das relativ unerfahrene Theaterpersonal war mit dem Geschehen überfordert. Die zuerst an Hindernisse geratenden Menschen wurden von Nachdrängenden im panischen Verlauf niedergetrampelt oder zu Tode gequetscht. Als unter einem Fluchtweg Feuer bemerkt wurde, sprangen einige Besucher aus Angst in eine hinter dem Theater befindliche Gasse hinab. Absprünge gab es auch von den Balkonen. Während die ersten Abgesprungenen nach ihrem Aufprall auf dem harten Pflaster starben, landeten die nachfolgenden auf diesen Opfern und überlebten. Sitzen gebliebene Theaterbesucher wurden später tot auf ihren Plätzen aufgefunden. Nach 15 Minuten war es im Zuschauerraum ruhig. Die eintreffende Feuerwehr hatte den Brand 30 Minuten nach seinem Ausbruch gelöscht.

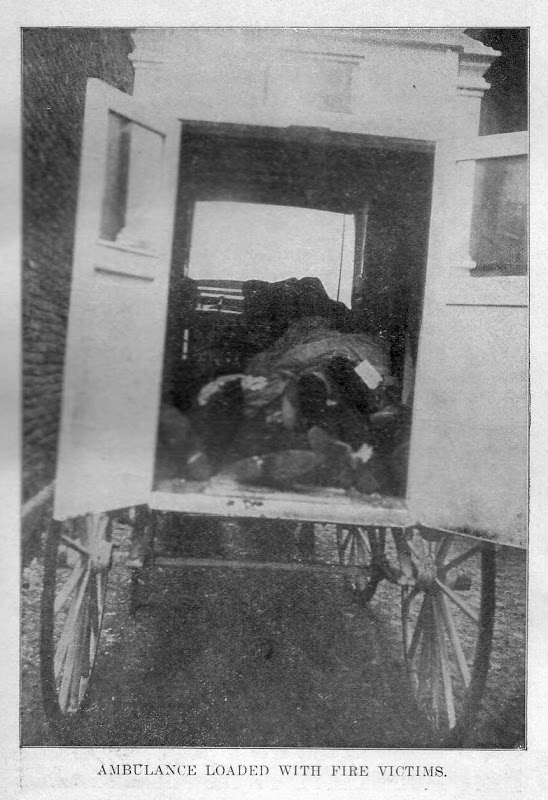
Opfer des Feuers

575 Zuschauer waren tot, 27 weitere starben an den Folgen erlittener Verletzungen. Ein nahe gelegener Saloon wurde zum Leichenschauhaus umfunktioniert, um Angehörigen das Identifizieren der Opfer zu ermöglichen. Von den etwa 500 bei dieser Aufführung beschäftigten Schauspielern, Tänzern, Bühnenarbeitern, Platzanweisern und sonst wie Beschäftigten starb nur einer, ein Seiltänzer, der sich über der Bühne verheddert hatte.

## Folgen
Binnen einer Woche nach dem Feuer begann ein Ermittlungsrichter mit der Untersuchung des Unglücks. Über 200 Zeugen wurden befragt. Es stellte sich bald eine Laxheit im Umgang mit Sicherheitsvorschriften heraus.
So wurde aufgedeckt, dass an die Brandschutz-Inspektoren verteilte Freikarten geholfen hatten, dass sie über Verstöße gegen die Bestimmungen hinwegsahen und die Eröffnung des Theaters zuließen. Anschuldigungen tauchten auf, der Asbestvorhang sei gar nicht aus Asbest gewesen. Der Vorhang war „verschwunden“, was bedeutete, dass er entweder als Beweisstück angesehen und entfernt worden war oder tatsächlich gebrannt hatte. In diesem Fall konnte er nicht aus nicht brennbarem Asbest gewesen sein.
Aufgrund der öffentlichen Empörung über die Katastrophe wurden viele eines Verbrechens bezichtigt, die Theaterdirektion, der Gebäudeeigentümer, sogar der Bürgermeister Carter H. Harrison, Jr., aber nahezu alle Anschuldigungen wurden abgewiesen. Die einzige Person, die eines Deliktes überführt und zu einer Gefängnisstrafe verurteilt wurde, war ein Kneipenwirt, dem Diebstahl von Sachen der Toten nachgewiesen wurde.
Weder die Angehörigen der Todesopfer noch die Verletzten erhielten jemals eine Entschädigung.
Der Bürgermeister ordnete ohne Rücksicht auf Auswirkungen an, dass alle 170 Theater, Hallen und Kirchen in Chicago mindestens eine Woche lang nach dem Desaster geschlossen blieben, um die Sicherheitsvorkehrungen zu überprüfen. Seine Entscheidung machte etwa 6000 Beschäftigte vorübergehend arbeitslos. Später wurden landesweit neue Vorschriften erlassen. Sie verlangten ausschließlich nach außen zu öffnende Theatertüren, gekennzeichnete Notausgänge und einen eisernen Vorhang. Das Theatermanagement wurde verpflichtet, Feuerschutzübungen mit seinem Personal durchzuführen.
Das Äußere des Iroquois Theaters war weitgehend intakt geblieben. Die Spielstätte wurde nach den Renovierungsarbeiten als Colonial Theater wieder eröffnet. Sie wurde 1926 abgerissen, um Platz für das Oriental Theater zu schaffen.